# Lycaeides euergetes
Lycaeides euergetes är en fjärilsart som beskrevs av Hermann Stauder 1914. Lycaeides euergetes ingår i släktet Lycaeides och familjen juvelvingar. Inga underarter finns listade i Catalogue of Life.